# Súbete a mi moto
Súbete a mi moto  é uma telenovela mexicana produzida por Antulio Jiménez e Elisa Salinas e exibida pela Azteca em 2002. 
Foi protagonizada por Sandra Echeverría, Vanessa Acosta, Mark Tacher, Michel Brown, Alejandra Urdaín e Adrián Cue, com antagonização de Bárbara Mori, Jorge Luis Pila e Vanessa Villela.

## Elenco
- Bárbara Mori .... Nelly
- Vanessa Acosta .... Mari Jo
- Mark Tacher .... José
- Sandra Echeverría .... Mariana
- Michel Brown .... Ricardo
- Jorge Luis Pila .... Carlos
- Vanessa Villela .... Renata
- Alejandra Urdiaín .... Cecilia
- Adrián Cue .... Mauricio
- Gabriela Roel .... Laura
- Fernando Ciangherotti .... Ernesto
- Monserrat Ontiveros .... Enriqueta
- Alejandro Gaytán .... Guillermo
- Christian Cataldi .... Miguel Ángel
- José Julián .... Cuco
- Carmen Delgado .... Carmen
- Alberto Casanova .... Teodoro
- Susana Alexander .... Doña Angustias
- Enrique Novi .... Federico Guerra
- Enrique Becker .... Don Mickey
- Paola Núñez .... Leticia
- Sofia Stamatiades .... Gaby
- Irma Infante .... Bertha
- Carmen Zavaleta .... Sarita
- Gabriela Hassel .... Emilia
- Bertha Kaim .... Vanessa
- Gina Morett .... Mercedes
- Ramiro Orci .... Don Chucho
- José Ramón Escoriza .... Door-man
- César Cansdales .... Bartender
- Araceli Chavira .... Lupita
- Nubia Martí .... Susana Guerra
- Eva Prado .... Elena
- Alma Martínez .... Chelita
- León Michel .... Rodolfo
- Luis Arrieta .... Jorge
- Raquel Bustos .... Marcela
- Altair Jarabo .... Gabriela
- Roberto Plantier .... Tomás
- Rodrigo Abed